# سوراخ

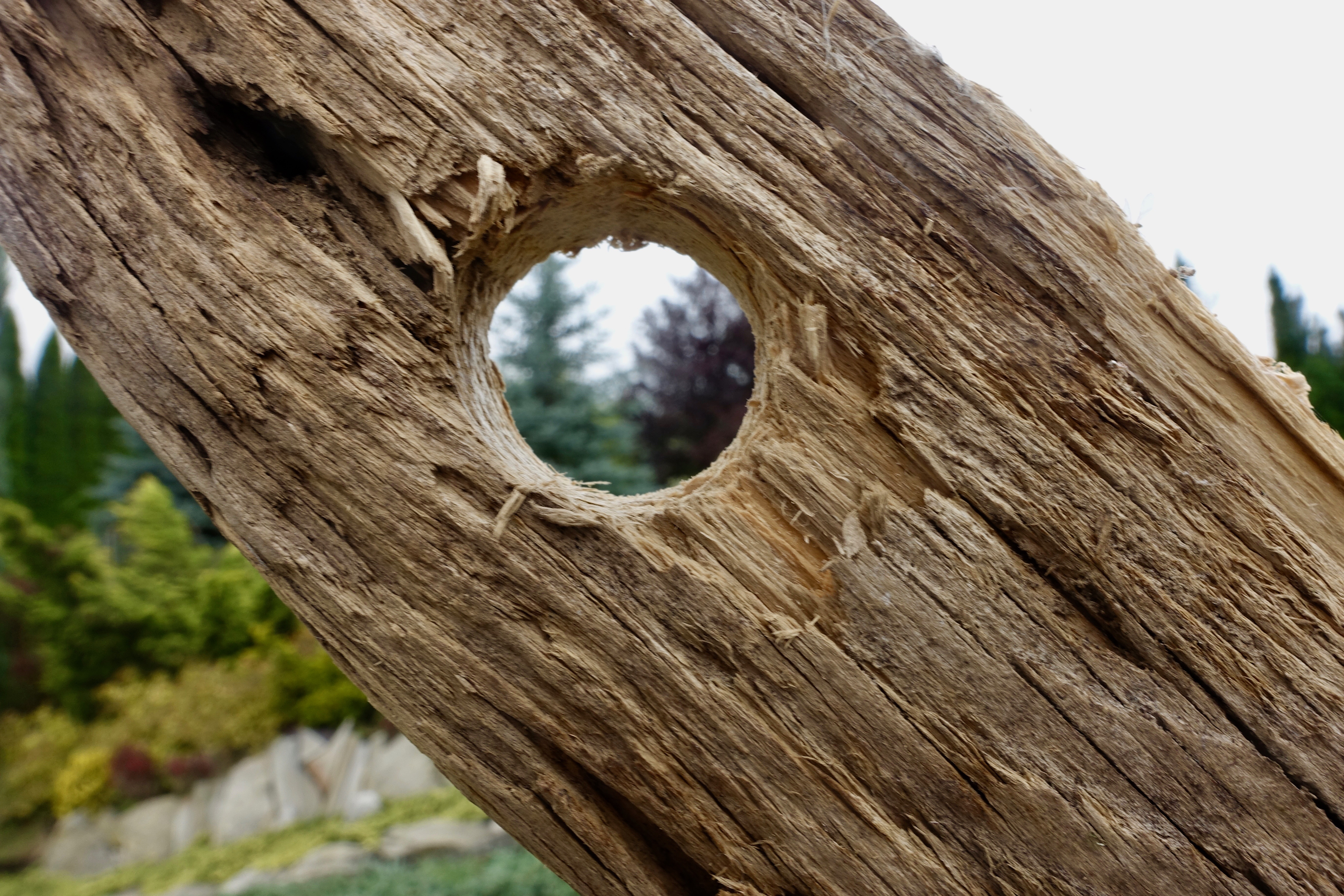
سوراخی از میان یک درخت خشکیده

سوراخ، چاله یا گودال (به انگلیسی: Hole) دریچه‌ای در یا از طریق یک محیط خاص، معمولاً یک جسم جامد است. سوراخ‌ها از طریق فرآیندهای طبیعی و مصنوعی ایجاد می‌شوند و ممکن است برای هدف‌های مختلف مفید باشند یا ممکن است نشان‌دهنده مشکلی باشند که باید در بسیاری از زمینه‌های مهندسی مورد توجه قرار گیرد. بسته به مواد و محل جایگیری، یک سوراخ ممکن است یک فرورفتگی در یک سطح باشد (مانند گودالی در زمین)، یا ممکن است به‌طور کامل از آن سطح عبور کند (مانند سوراخ ایجادشده توسط یک سوراخ‌کن (پانچ) در یک تکه کاغذ). در مهندسی، یک سوراخ ممکن است کور باشد یا عمق جزئی یا کامل داشته باشد.

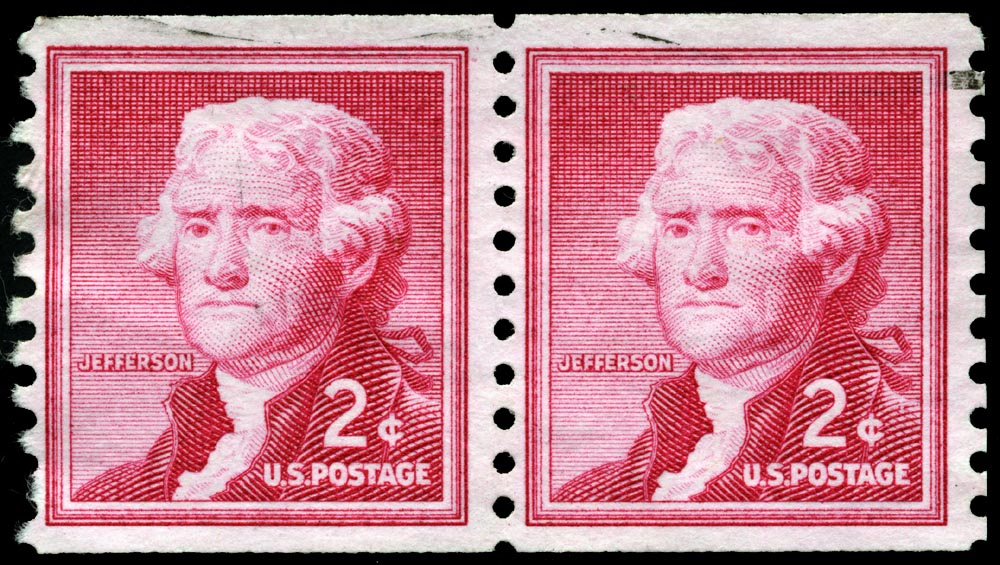
سوراخ بین یک جفت تمبر پستی از یک نوار تمبر.

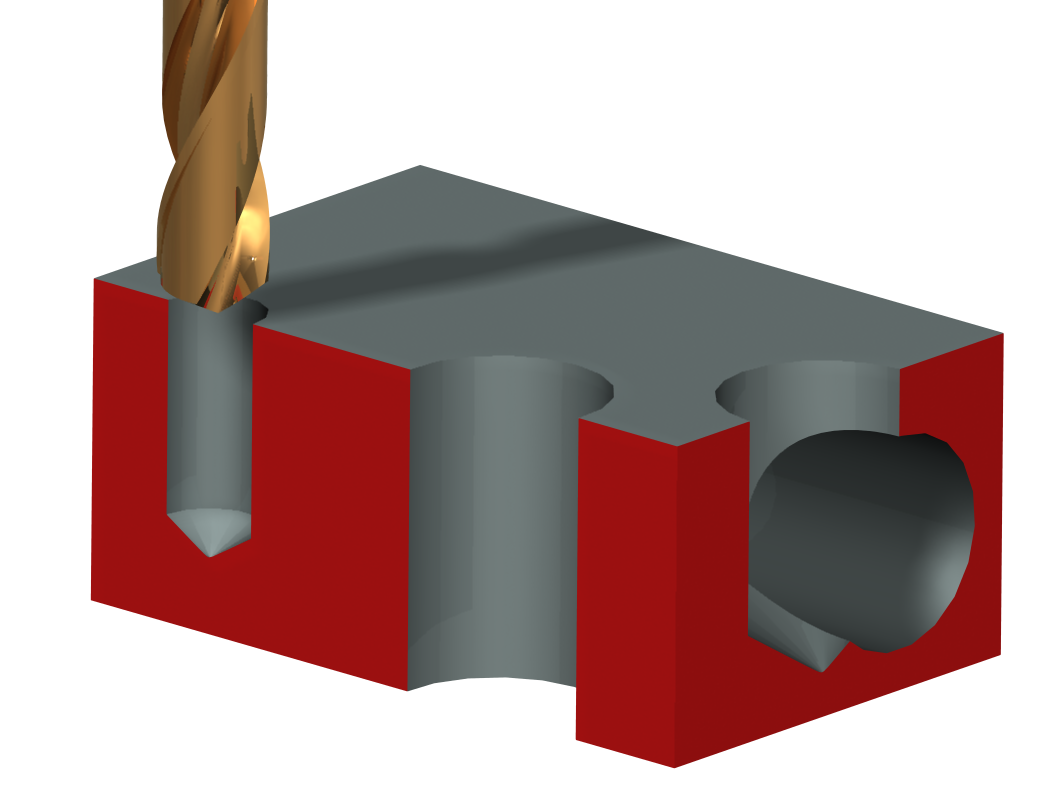
انواع سوراخ در مهندسی: کور (چپ)، میان‌بر (وسط)، منقطع (راست).

در مهندسی، ماشین‌کاری و ابزارسازی، یک سوراخ ممکن است یک سوراخ کور یا یک سوراخ میان‌بر باشد. سوراخ کور، بدون شکستن آن به طرف دیگر قطعه کار، سوراخی به عمق مشخصی باز می‌شود، سوراخ می‌شود یا آسیاب می‌شود. سوراخ میان‌بر سوراخی است که برای عبور کامل از مواد یک جسم ایجاد می‌شود. به عبارت دیگر، سوراخ میان‌بر سوراخی است که تمام مسیر را از چیزی عبور می‌کند. شیرهایی که برای سوراخ‌های میان‌بر استفاده می‌شوند، معمولاً مخروطی هستند زیرا سریع‌تر ضربه می‌زنند و با خروج شیر از سوراخ، تراشه‌ها آزاد می‌شوند.

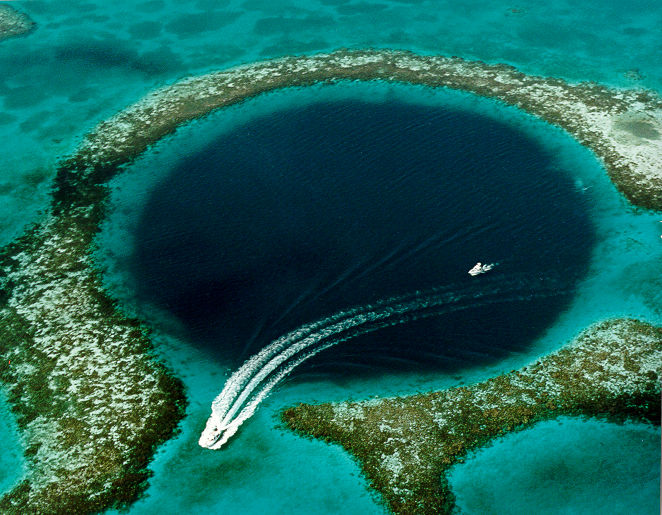
گودال آبی بزرگ در نزدیکی Ambergris Caye، بلیز، یک فروچاله زیر آب است.

## نگارخانه

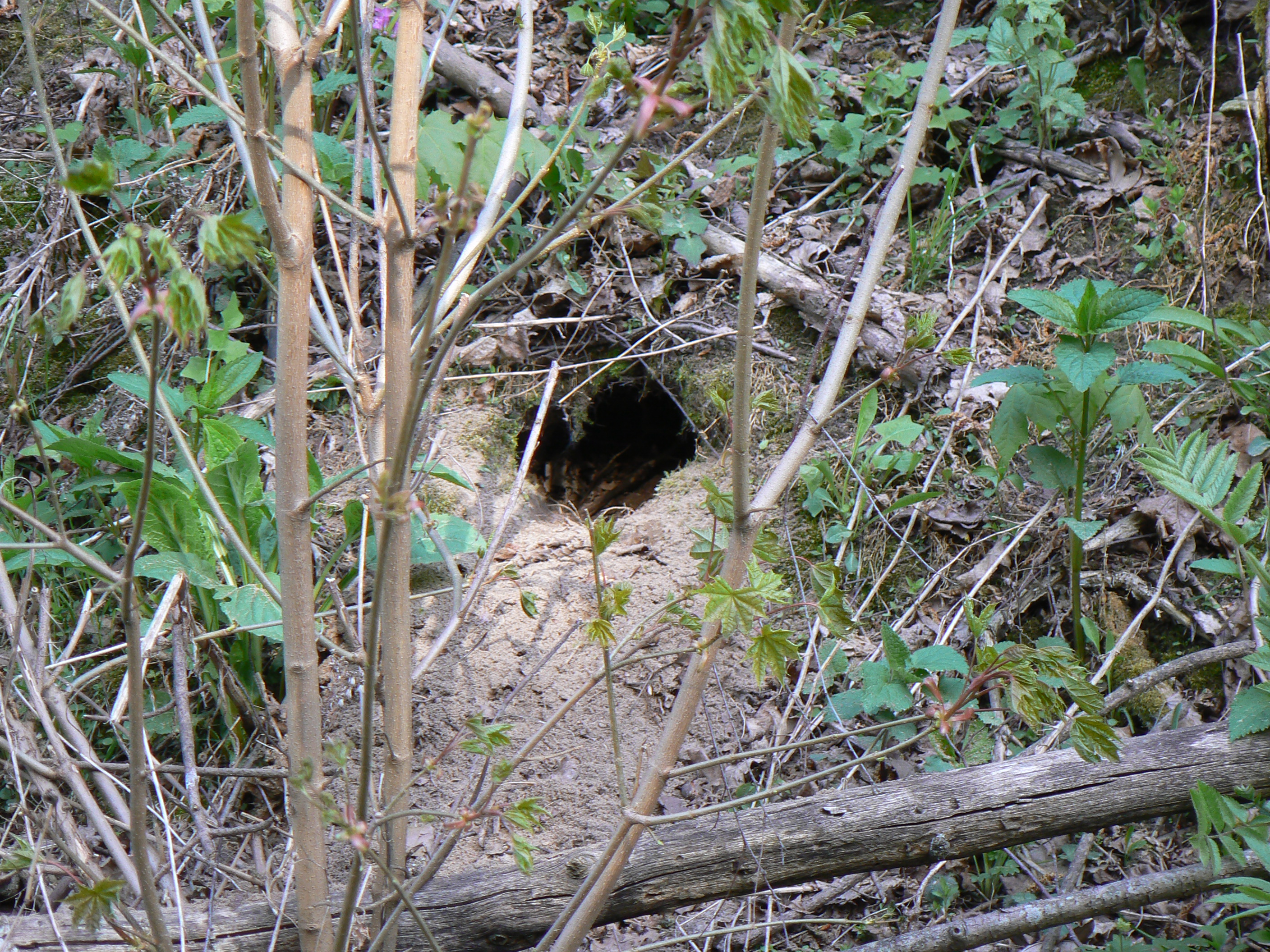
گودالی در زمین که توسط روباه به عنوان لانه کنده شده‌است.
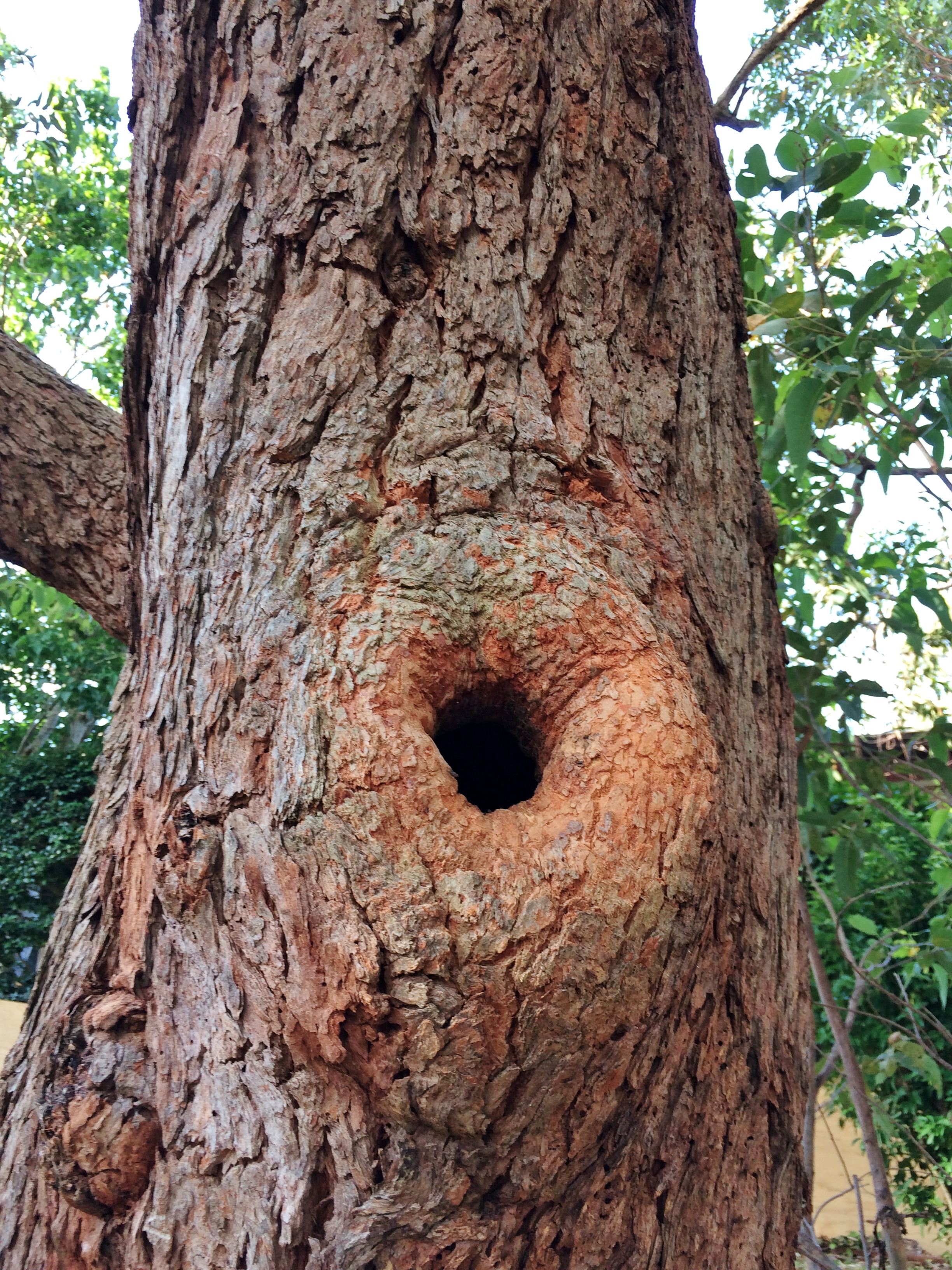
سوراخی در یک درخت اکالیپتوس که توسط طوطی‌های Lorikeets به عنوان لانه استفاده می‌شود.
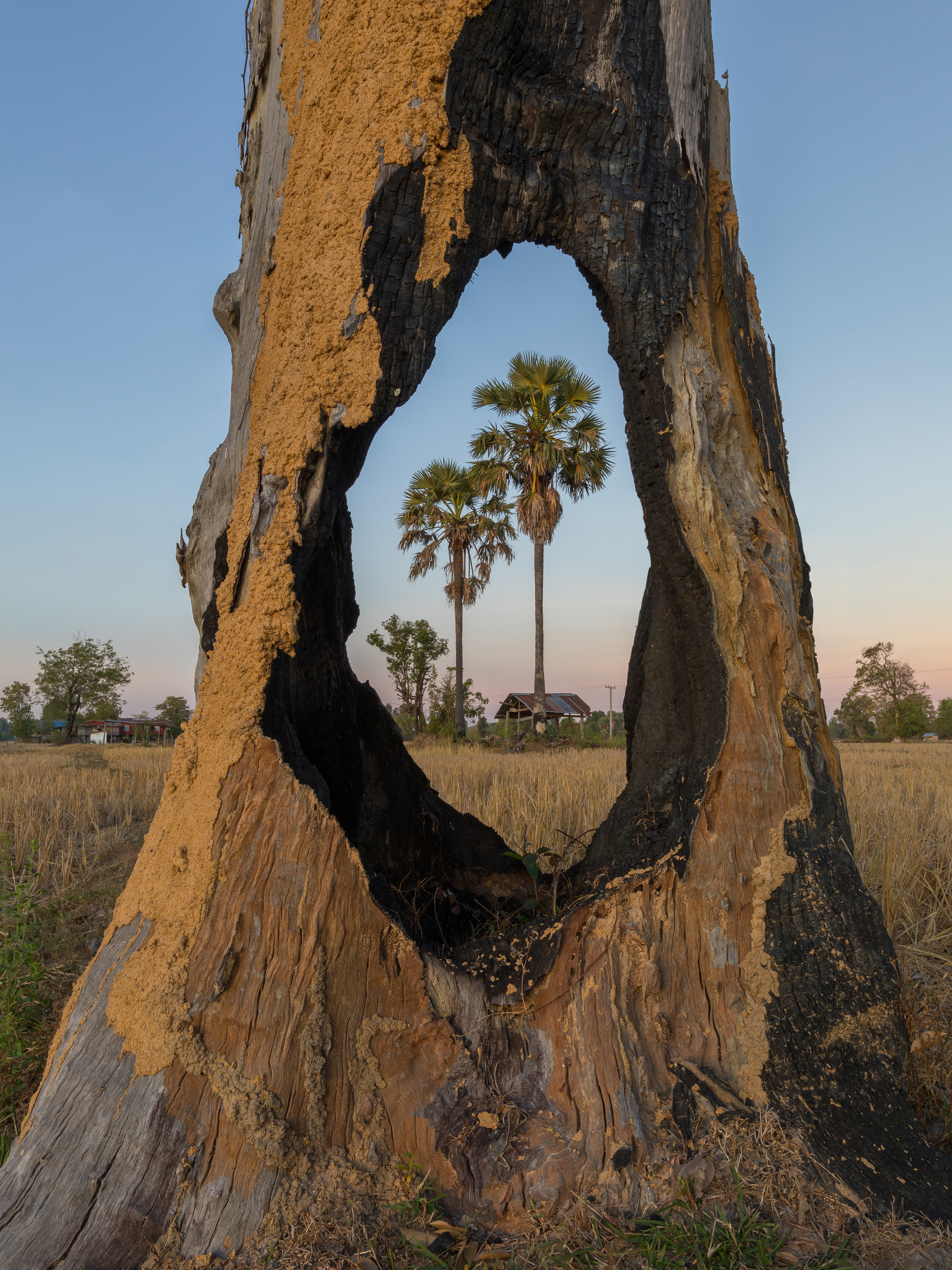
درختان از طریق یک سوراخ بزرگ در یک تنه درخت در لائوس دیده می‌شوند.
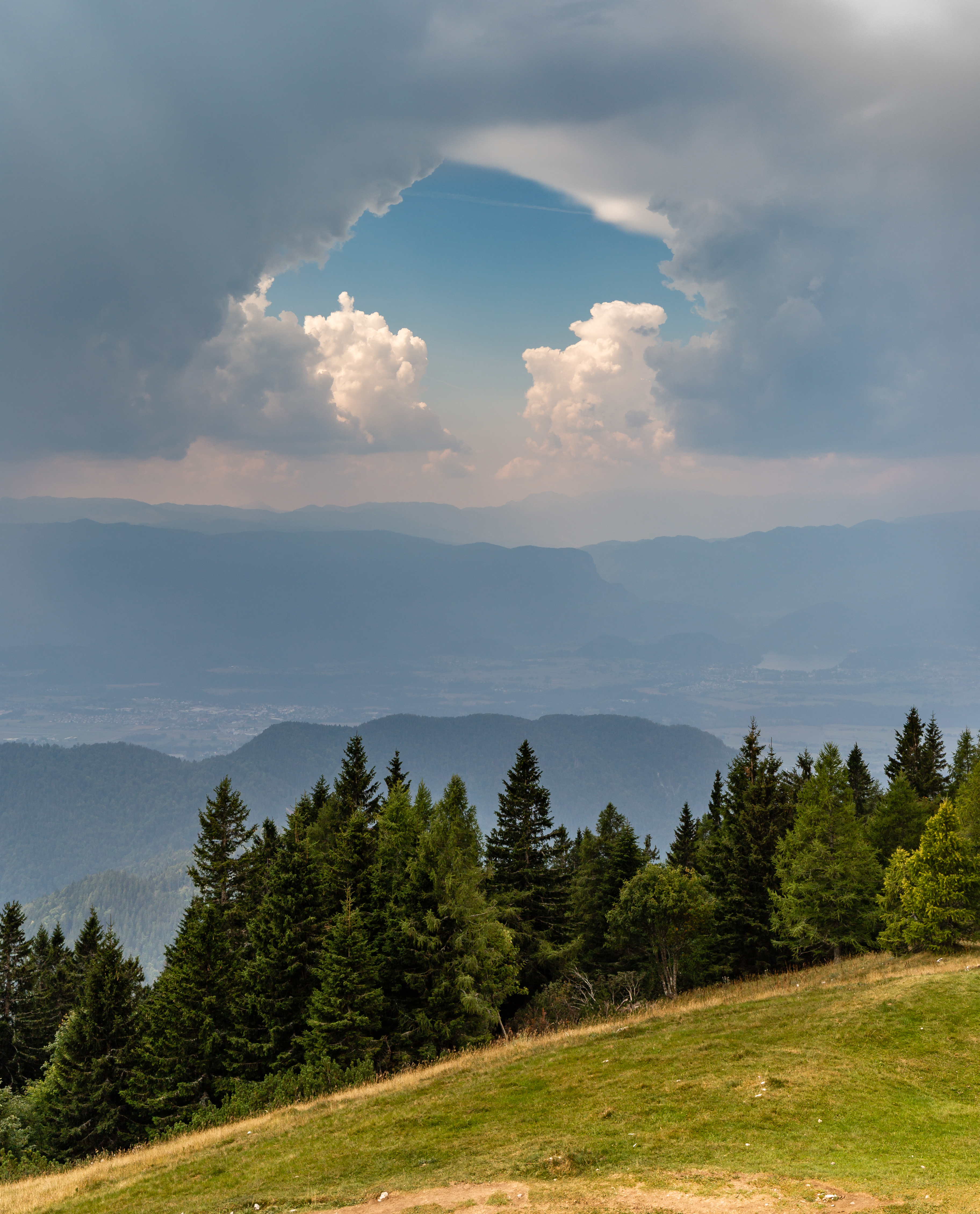
سوراخی در ابر بر فراز کاراوانکس، اسلوونی.
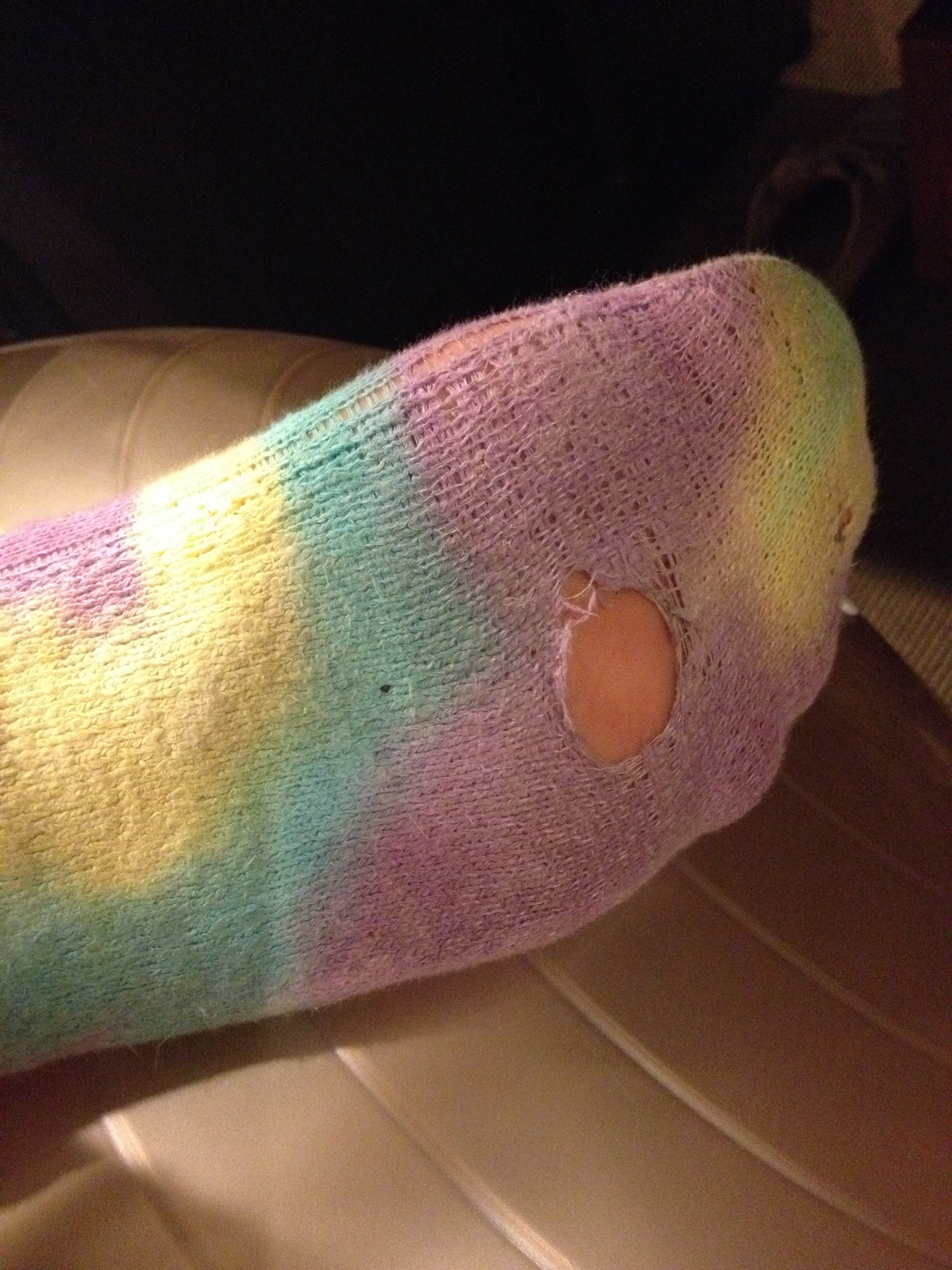
جوراب با سوراخ در آن.
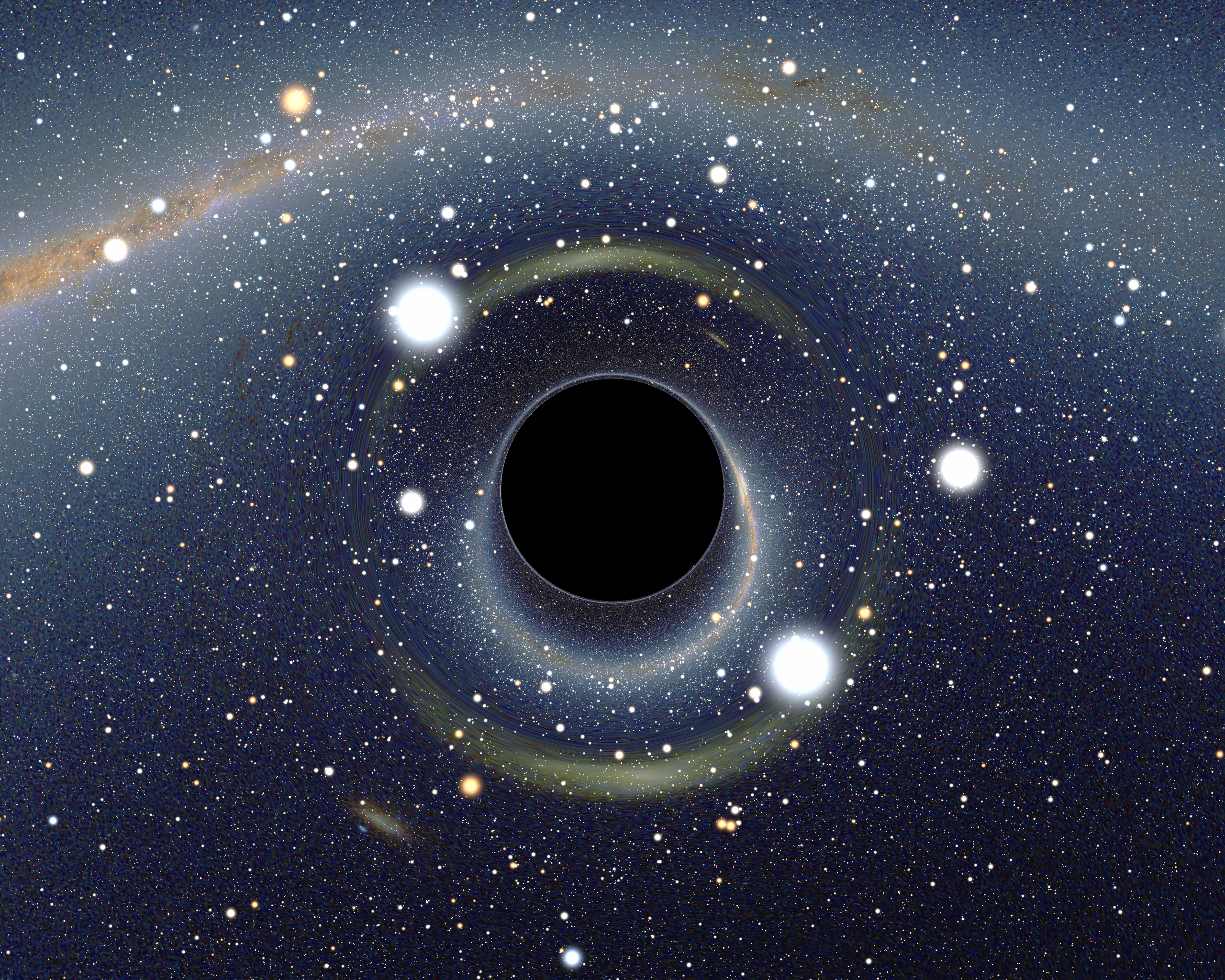
نمای شبیه‌سازی‌شده از یک سیاهچاله در مقابل ابر ماژلانی بزرگ.
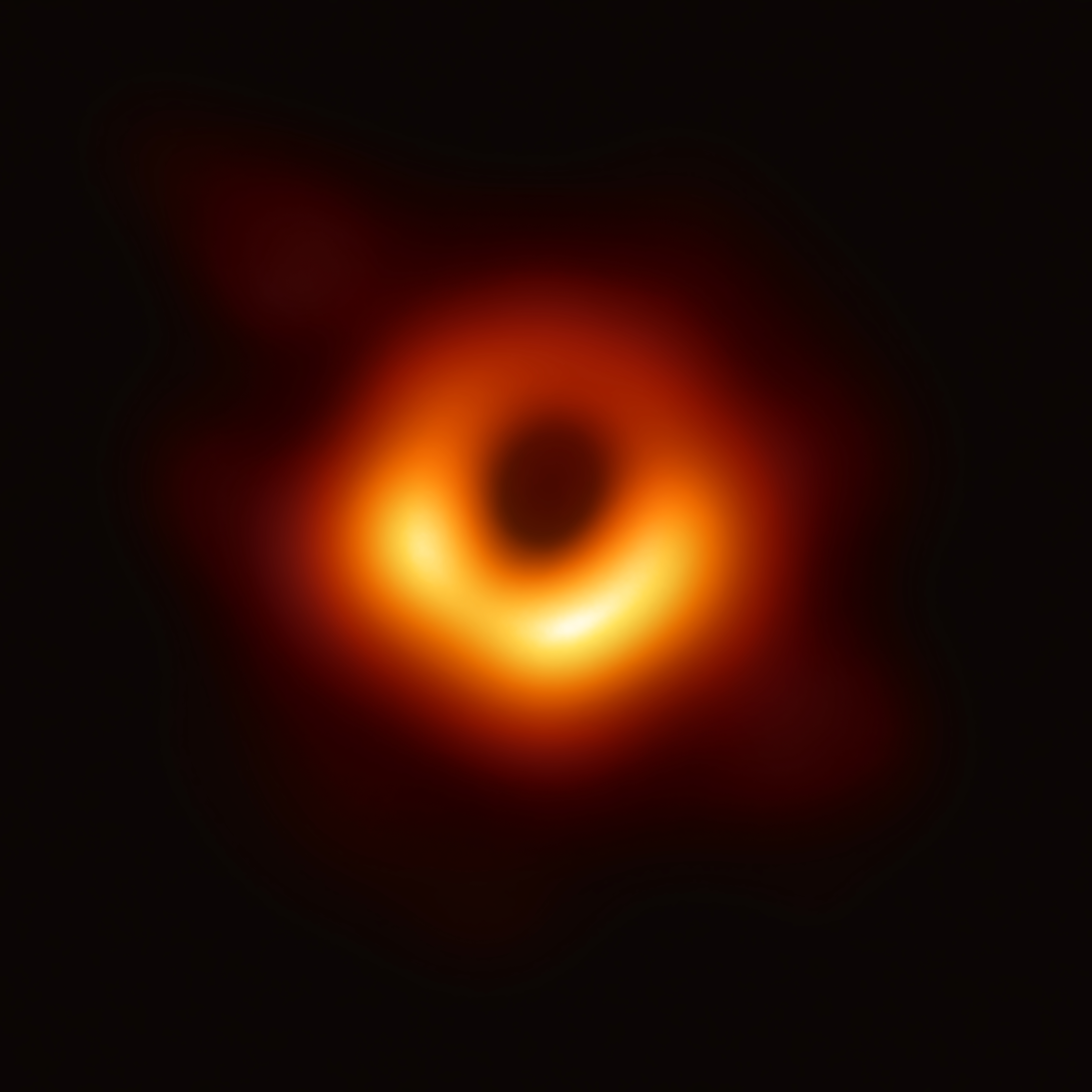
نخستین تصویر از یک سیاهچاله توسط تلسکوپ افق رویداد.
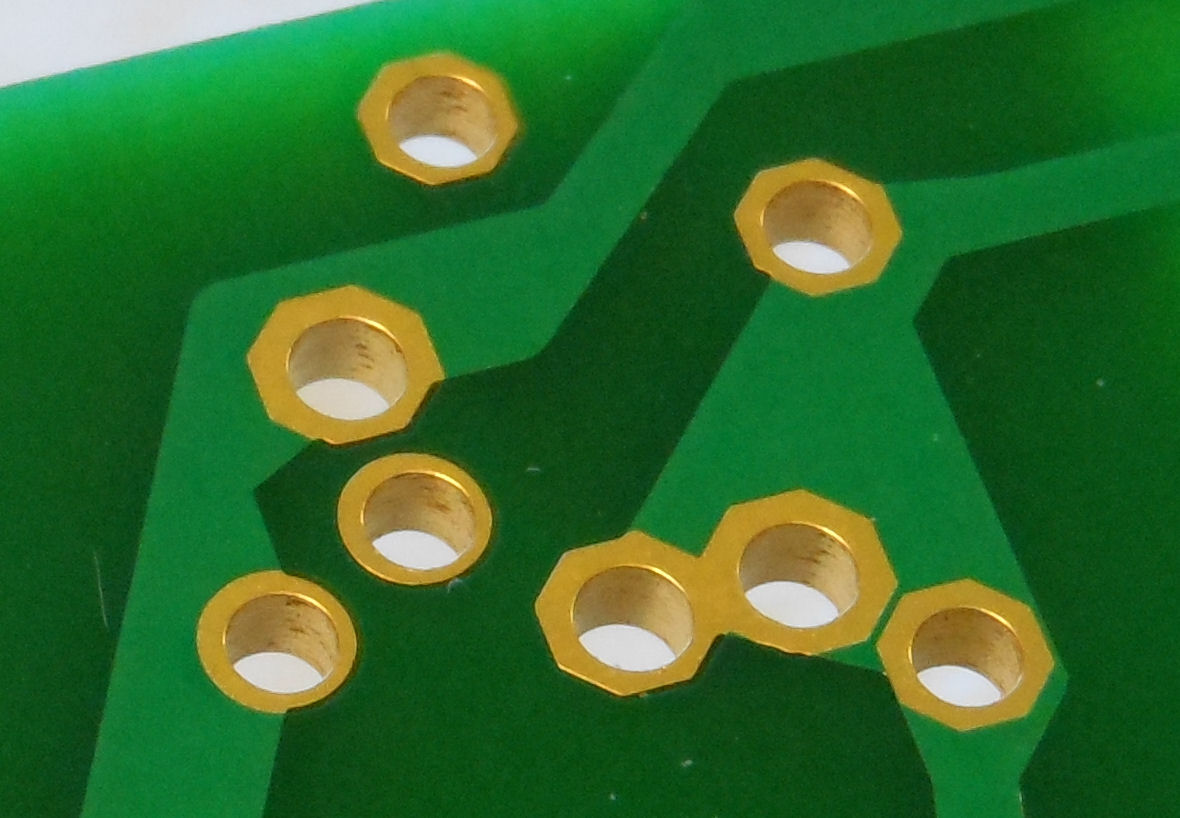
نمای نزدیک از یک بورد مدار الکترونیکی که سوراخ‌های سربی جزء (طلاکاری شده) را با آبکاری از طریق سوراخ نشان می‌دهد.
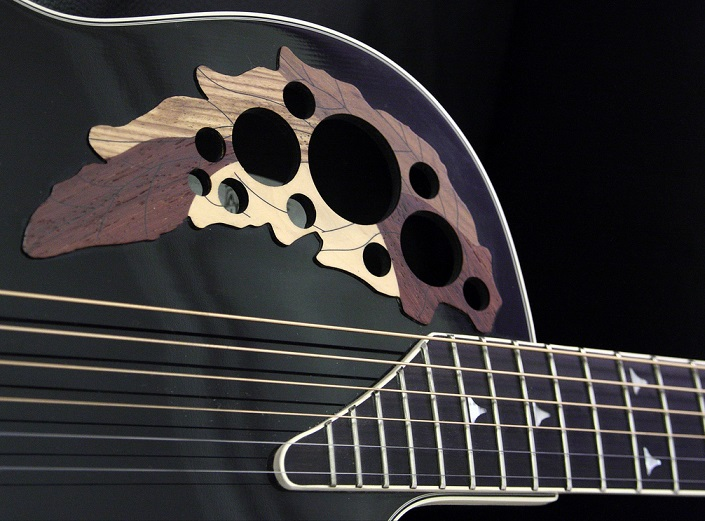
سوراخ‌های صوتی که دقیقاً روی سطح گیتار حک شده‌اند می‌توانند صدای دلخواه را تسهیل کنند.
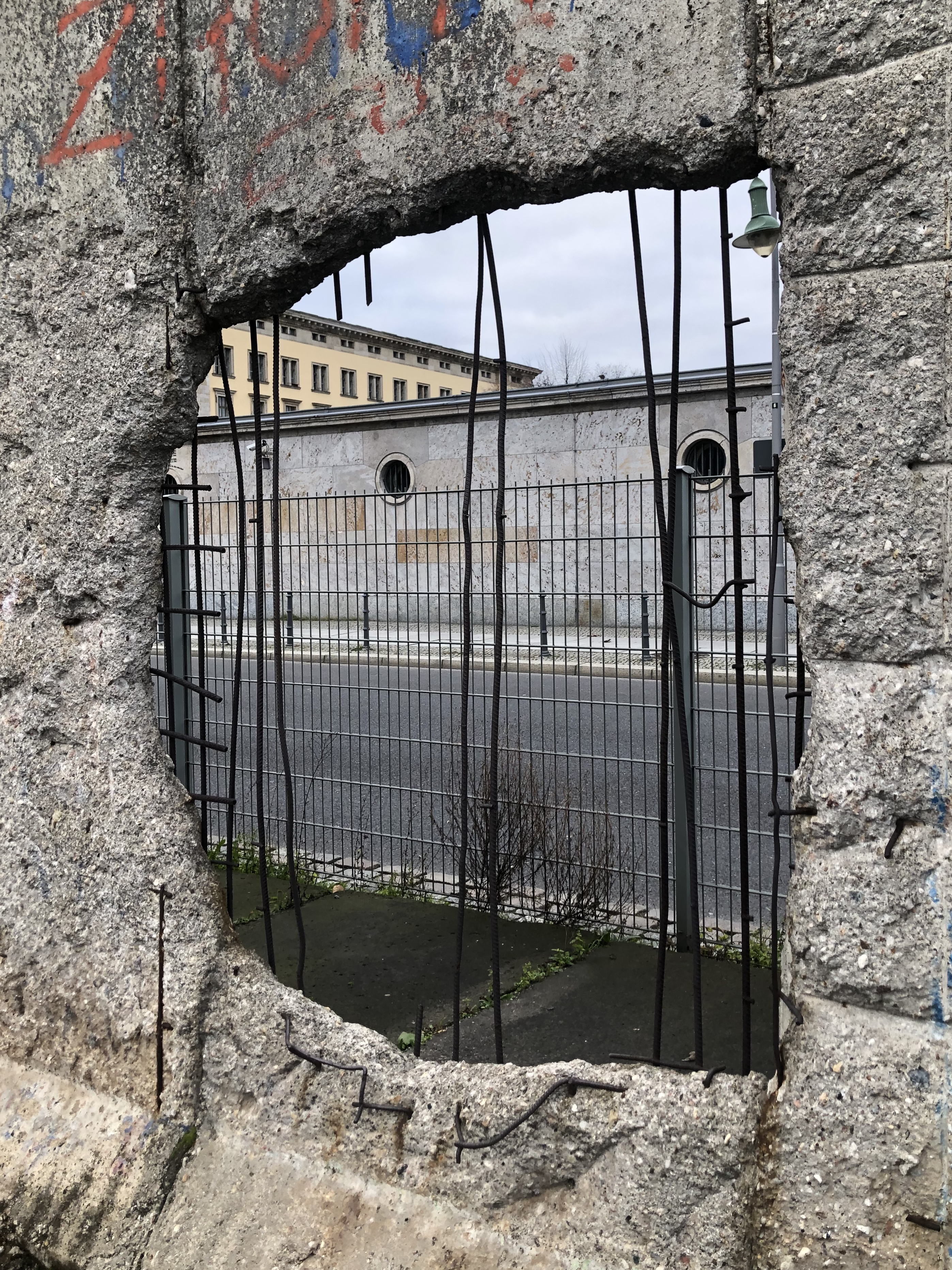
سوراخی در دیوار برلین ، ۲۰۱۹.
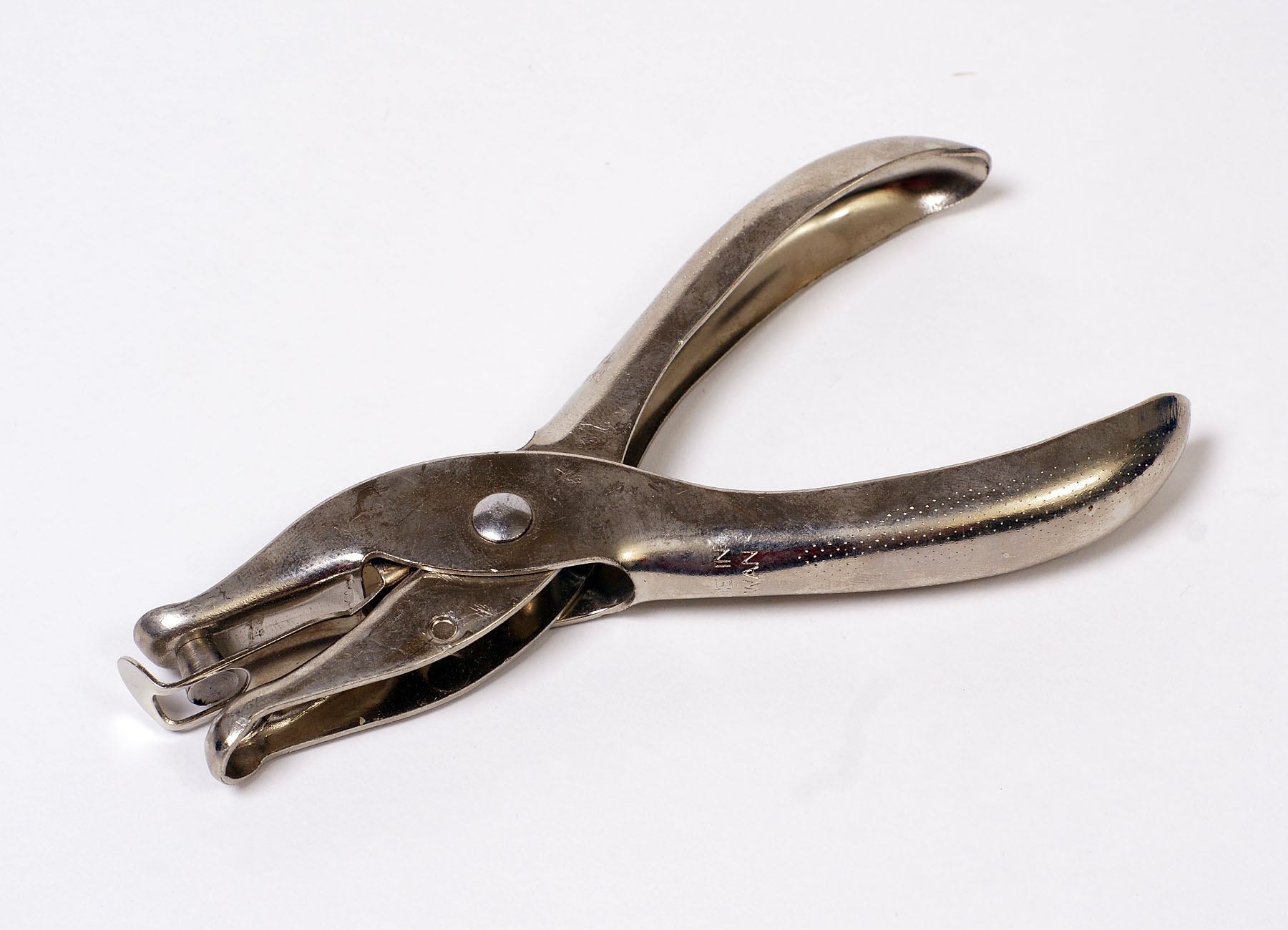
پانچ سوراخ دستی که برای ایجاد سوراخ در کاغذ و مواد مشابه استفاده می‌شود.